# مارخوت بوئر
مارخوت بوئر (هلندی: Margot Boer؛ زادهٔ ۷ اوت ۱۹۸۵) اسکیت‌باز سرعت زن اهل هلند است. از افتخارات وی می‌توان به کسب ۲ مدال برنز اسکی سرعت ۵۰۰ متر و ۱۰۰۰ متر در بازی‌های المپیک زمستانی ۲۰۱۴ اشاره کرد.